# Atassia spastica di Charlevoix-Saguenay
L'atassia spastica di Charlevoix-Saguenay, anche conosciuta come ARSACS o SACS, è una malattia rara causata da un'anomalia genetica del gene SACS che comporta nel tempo un danno progressivo del sistema nervoso. 

## Epidemiologia e storia
Deve il suo nome al luogo delle prime descrizioni negli anni 1970, la regione di Charlevoix-Saguenay-Lac-Saint-Jean nel Québec, in Canada: in questa regione è stimata una percentuale di portatori sani di 1/22, per via di un effetto del fondatore derivato da una migrazione avvenuta fra il XVII e il XVIII secolo.
Recenti studi hanno poi evidenziato come in realtà diverse mutazioni che causano la malattia siano diffuse in altre aree del mondo.

## Eziopatogenesi
La malattia è causata da mutazioni sul cromosoma 13 in posizione q12.12. La patologia è causata dall'assenza della forma funzionale della sacsina, proteina citosolica la cui funzione a oggi non è del tutto compresa, ma si pensa possa svolgere la funzione di chaperon e che possa avere interazioni con i mitocondri.
Fra il gruppo di pazienti canadesi sono state identificate due mutazioni appartenenti a due aplotipi principali, ed entrambe portano alla produzione di una proteina tronca da parte del gene SACS: una delezione 6594ΔT genera un frameshit con la creazione di un codone di stop precoce; una mutazione nonsenso 5254C→T sostituisce a un'arginina sempre un codone di stop.

## Clinica

### Segni e sintomi
Il quadro comprende principalmente atassia cerebellare, neuropatia periferica e manifestazioni a carico del sistema piramidale. 
Le manifestazioni di ritardo mentale sono rare e sporadiche, per lo più non associate ai casi del Québec.
Un'ipermielinizzazione delle fibre nervose della retina è tipica della malattia ma non è necessaria alla diagnosi.

### Esami di laboratorio e strumentali
Il test genetico è preferibile in quanto è quello più sicuro, ma anche lo studio dell'encefalo e del cervelletto con la risonanza magnetica possono evidenziare anomalie tipiche della malattia.
Analisi elettrofisiologiche rivelano un rallentamento nella conduzione dei motoneuroni.

## Trattamento
A oggi non esiste una cura. La fisioterapia in particolare aiuta a rallentare il progredire della malattia.